# Mops aloysiisabaudiae
Mops aloysiisabaudiae is een zoogdier uit de familie van de bulvleermuizen (Molossidae). De wetenschappelijke naam van de soort werd voor het eerst geldig gepubliceerd door Festa in 1907.